# Merlin (album)
Merlin is het achtste album van de Nederlandse symfonische rockgroep Kayak. Kayak is na de desastreuze poging de Verenigde Staten te veroveren weer terug bij af. Het muziekalbum is weer in Nederland opgenomen; ditmaal in de Soundpush Studios te Blaricum. De producer Gerrit-Jan Leenders is ook weer terug bij Kayak en dat heeft tot gevolg dat de elpee symfonischer klinkt dan haar voorgangers. Kant 1 van de oorspronkelijke elpee wordt gevormd door een conceptachtige structuur over Merlijn, met vijf liederen over één onderwerp; kant 2 bestaat uit “losse nummers”. Het is het eerste album waarbij Ton Scherpenzeel zelf de leadzang van een track zong. Elpee en compact disc hebben een introductie, een verhaal over Merlijn geschreven door Irene Linders.
Later zou Kayak Merlin plaatkant 1 uitwerken tot de rockopera Merlin - bard of the unseen; echter niet nadat de band talloze jaren inactief was geweest. Merlin is het laatste studioalbum met allemaal nieuwe composities van de band voordat de band zichzelf ophief in 1982 om in 1999 weer terug te komen.

## Musici
- Ton Scherpenzeel – toetsinstrumenten, leadzang van Love’s aglow; zang
- Max Werner – slagwerk, zang
- Johan Slager – gitaar, banjo, dwarsfluit
- Edward Reekers – zang
- Peter Scherpenzeel – basgitaar en blokfluit
- Irene Linders en Katherine Lapthorn – achtergrondzang

met:
- Rein van den Broek – trompet op Merlin en Can’t afford
- Benny Behr en collegae – strijkorkest

## Tracklist
Alle muziek van Ton Scherpenzeel; alle teksten door Irene Linders en Ton Scherpenzeel.

| Nr. | Titel                      | Duur |
| --- | -------------------------- | ---- |
| 1.  | Merlin                     | 7:12 |
| 2.  | Tintagel                   | 2:41 |
| 3.  | The sword in the stone     | 3:31 |
| 4.  | The king's enchanter       | 2:42 |
| 5.  | Niniane (lady of the lake) | 7:22 |

| Nr. | Titel                        | Duur |
| --- | ---------------------------- | ---- |
| 1.  | Seagull                      | 4:10 |
| 2.  | Boogie heart                 | 4:11 |
| 3.  | Now that we’ve come this far | 3:36 |
| 4.  | Can’t afford to lose         | 3:19 |
| 5.  | Love’s aglow                 | 6:03 |

## Hitnotering
| "Merlin" in de Nederlandse Album Top 100 - binnen: 11-04-1981 | "Merlin" in de Nederlandse Album Top 100 - binnen: 11-04-1981 | "Merlin" in de Nederlandse Album Top 100 - binnen: 11-04-1981 | "Merlin" in de Nederlandse Album Top 100 - binnen: 11-04-1981 | "Merlin" in de Nederlandse Album Top 100 - binnen: 11-04-1981 | "Merlin" in de Nederlandse Album Top 100 - binnen: 11-04-1981 | "Merlin" in de Nederlandse Album Top 100 - binnen: 11-04-1981 | "Merlin" in de Nederlandse Album Top 100 - binnen: 11-04-1981 | "Merlin" in de Nederlandse Album Top 100 - binnen: 11-04-1981 | "Merlin" in de Nederlandse Album Top 100 - binnen: 11-04-1981 | "Merlin" in de Nederlandse Album Top 100 - binnen: 11-04-1981 | "Merlin" in de Nederlandse Album Top 100 - binnen: 11-04-1981 | "Merlin" in de Nederlandse Album Top 100 - binnen: 11-04-1981 |
| Week                                                          | 01                                                            | 02                                                            | 03                                                            | 04                                                            | 05                                                            | 06                                                            | 07                                                            | 08                                                            | 09                                                            | 10                                                            | 11                                                            |                                                               |
| ------------------------------------------------------------- | ------------------------------------------------------------- | ------------------------------------------------------------- | ------------------------------------------------------------- | ------------------------------------------------------------- | ------------------------------------------------------------- | ------------------------------------------------------------- | ------------------------------------------------------------- | ------------------------------------------------------------- | ------------------------------------------------------------- | ------------------------------------------------------------- | ------------------------------------------------------------- | ------------------------------------------------------------- |
| Nummer                                                        | 27                                                            | 20                                                            | 10                                                            | 8                                                             | 8                                                             | 7                                                             | 13                                                            | 14                                                            | 22                                                            | 32                                                            | 43                                                            | uit                                                           |